# Space Firebird
Space Firebird (スペースファイアーバード?, Supēsu Faiābādo) è un videogioco arcade di genere sparatutto a schermata fissa, sviluppato e pubblicato da Nintendo nel 1980.

## Modalità di gioco
In Space Firebird viene pilotata un'astronave che si muove nella parte inferiore dello schermo a sinistra o a destra, ma, a differenza di altri titoli del genere, se arriva in uno dei lati dello schermo può inarcare leggermente verso l'alto. L'obiettivo del gioco è quello di sparare a cinquanta Firebirds, creature aliene simili ad uccelli, le quali iniziano ad attaccare in formazioni ad anello sempre più complesse. Ce ne sono di tre tipi: Gulls, Eagles e Mighty Emperor (o semplicemente "Emperor"). I Gulls sganciano bombe che mirano a sabotare l'astronave controllata dal giocatore. Quando viene colpita, la bomba disperde schegge mortali. Per evitare che ciò accada, il giocatore deve distruggere la bomba direttamente da sotto prima che si schianti. Oltre a sganciare missili, la nave principale utilizza anche la modalità warp che può essere utilizzata solo una volta in ogni livello per sfuggire a un pericolo imminente e/o per colpire uno stormo di Firebirds. Quando viene attivata, la nave si lancia nello spazio con uno scudo protettivo che devia il fuoco nemico e la rende invincibile. Il giocatore lo usa anche per il combattimento ravvicinato.

## Eredità
Sempre per arcade esiste un remake di Space Firebird, il quale venne realizzato nel 1980 da una compagnia chiamata Fortrek su licenza di Nintendo. Esso si chiama Space Demon.